# Kehlbach (Rheinland-Pfalz)
Kehlbach ist eine Ortsgemeinde im Rhein-Lahn-Kreis in Rheinland-Pfalz. Sie gehört der Verbandsgemeinde Nastätten an.

## Geschichte
Kehlbach gehörte bis 1775 zum Vierherrischen Gericht auf dem Einrich (Hessisches Quartier) und danach zum Amt Nastätten in der Niedergrafschaft Katzenelnbogen, das unter der Landesherrschaft von Hessen-Kassel stand.

## Politik

### Gemeinderat
Der Gemeinderat in Kehlbach besteht aus sechs Ratsmitgliedern, die bei der Kommunalwahl am 9. Juni 2024 in einer Mehrheitswahl gewählt wurden, und dem ehrenamtlichen Ortsbürgermeister als Vorsitzendem.

### Bürgermeister
Rainer Simon wurde am 9. Juli 2024 Ortsbürgermeister von Kehlbach. Da bei der Direktwahl am 9. Juni 2024 kein Wahlvorschlag eingereicht wurde, oblag die Neuwahl des Bürgermeisters gemäß rheinland-pfälzischer Gemeindeordnung dem Rat der Gemeinde, der sich auf seiner konstituierenden Sitzung für Rainer Simon entschied.
Simons Vorgänger Rainer Thelen hatte das Amt 2019 übernommen und kandidierte bei der Wahl 2024 nicht erneut. Zuvor war Uwe Weber 15 Jahre Ortsbürgermeister von Kehlbach.

## Wappen
Die Blasonierung lautet: Durch eine schrägrechte silberne Wellenleiste von Blau und Rot geteilt; in der Mitte ein goldener Hahn mit rotem Kamm.

## Sonstiges
Kehlbach, Oberbachheim, Niederbachheim und Winterwerb gehören zum Bachheimer Grund. Die Feuerwehren dieser Gemeinden halten seit über 100 Jahren gemeinsame Übungen ab.